# Ревера, Антоний
Антоний Ревера (пол. Antoni Rewera; 6 января 1869, Самбожец, Свентокшиское воеводство — 1 октября 1942, Дахау, Бавария) — блаженный Римско-католической церкви, священник, мученик. Входит в число 108 блаженных польских мучеников, беатифицированных римским папой Иоанном Павлом II во время его посещения Варшавы 13 июня 1999 года.

## Биография
Окончил среднюю школу в Сандомеже. 1 июня 1893 года поступил в семинарию в Сандомеже. 18 июня 1893 года защитил научную степень магистра богословия в Католической духовной Академии в Санкт-Петербурге, Россия.
2 июля 1893 был рукоположён в сан священника, после чего был направлен на преподавательскую и пастырскую деятельность в сандомежскую духовную семинарию, одновременно получив должность настоятеля в католическом приходе святого Иосифа в Сандомеже. Исполнял обязанности прелата римского папы Бенедикта XV.
16 марта 1942 года был арестован Гестапо и направлен в концентрационный лагерь Аушвиц, потом — в Дахау, где погиб 1 октября 1942 года.

## Прославление
13 июня 1999 года был беатифицирован римским папой Иоанном Павлом II вместе с другими польскими мучениками Второй мировой войны.
День памяти — 12 июня.